# Коной
Коной (на английски: Conoy, Piscataway) остават по-известни в историята със своето ирокезко наименование – Пискатауей. В началото на 17 век живеят на север от река Потомак в окръг Принц Джордж, Мериленд и в окръзите Чарлс и Сейнт Мерис. Тясно свързани с делаварите и нантикоките, с които се предполага че са едно племе в миналото. Езиково обаче са по-близки с алгонкинските племена във Вирджиния. Когато Джон Смит посещава река Потомак през 1608 г., на картата си отбелязва коной като „Мояони“. Тясно свързани с тях са накотчанк (анакостанк), живеещи в района на Вашингтон и доег (тоуксенент) на юг от реката. Смит отбелязва, че те са организирани в политически съюз с племената: чингуотик, чоптико, микикиуоман, нангемаик, пискатауей, сакайо (секоуокомоко), матауоман (матауомен), потапако (порт табако, портобако), анакостанк (накотчанк), яокомоко (яокомико), тоуксенент (тоуксент, тоукс, тоагс, доег) и памунки.

## История
След основаването на колонията Мериленд през 1634 г., колонистите сключват мир с коной. До 1668 г. алгонкините по крайбрежието на Мериленд са ограничени до два резервата, от двете страни на река Уикокомико. Бегълци от резерватите постоянно се присъединяват към коной. След разгрома на саскуеханок през 1675 г., много саскуеханок също се присъединяват към тях. През 1680 г. колонията се опитва да ги измести от земите им и в резултат на това коной бягат в блатата на окръг Чарлс. През 1697 г., след многобройни нападения от ирокезите, около 300 коной напускат Мериленд и първо се установяват в Бул Рън Маунтин, а после на Харисън Айлънд в Потомак. Тук епидемия значително намалява населението им. През 1712 г. оцелелите се преместват на Хийтърс Айлънд, а по-късно на река Саскуехана. През 1743 г. те се присъединяват към ирокезите в Шамокин.
Тези, които остават в родината си се смесват с нантикоките след 1749 г. и се преместват на река Хуанита. През 1755 г. са на река Ченанго близо до Бирмингам, Ню Йорк. Тук през 1758 г. двете групи се сливат и образуват едно племе, след което постепенно се придвижват на север към ирокезите. Част от тях по пътя се отделят и през 1769 г. се присъединяват към делаварите. В следващите години, някои от тези които напускат Мериленд се завръщат близо до родните си места. През 1970 г. около 4000 от тях живеят в окръг Чарлс, както и в окръзите Принц Джордж и Сейнт Мери. През 1974 г. получават щатско признаване като Пискатауей. По-късно се разделят на три групи – Пискатауей индианската нация, Пискатауей – Коной племето и Сидървил групата на Пискатауей индианците. И трите групи са признати от щата Мериленд, но не и от федералното правителство.